# Гнучева, Вера Никандровна
Вера Никандровна Гнучева — оперная и академическая концертная певица (меццо-сопрано и контральто).
Была солисткой московского Большого театра и самой первой исполнительницей нескольких классических оперных партий, но тем не менее о ней известно очень мало. О датах и местах рождения и смерти не известно ничего.
Самые ранние сведения о Вере Никандровне говорят, что она обучалась вокалу в Московском музыкально-драматическом училище (педагог А. Николаев), однако по какой-то причине не получила аттестата.
Тем не менее в 1885 году была принята в Московскую частную русскую оперу, дебютировав партией Княгини в опере «Русалка» А. С. Даргомыжского.
В 1888—1893 гг. — солистка московского Большого театра.
Одновременно со службой на императорской сцене Большого театра, В.Гнучева постоянно концертировала. Пела п/у И. К. Альтани, А. С. Аренского, Э. М. Бевиньяни. В 1889—1891 она ежегодно исполняла сольную партию в финале 9-й симфонии Л. Бетховена в ансамбле с А. И. Барцалом, В. Майбородой, М. Дейшей-Сионицкой и А. Фострём.
Обладала широким диапазоном голоса. Пружанский А. М. отмечает, что музыкальные критики эпохи считали Веру Гнучеву «одной из наиболее музыкально одаренных певиц своего времени».

## Оперные партии
- 1885 — «Снегурочка» Н. Римского-Корсакова — Весна-красна (впервые в Москве)
- 1886 — «Алая роза» Н. Кроткова, 2-я ред. — Донья Хименес и Призрак смерти (первая исполнительница)
- 1888 — «Борис Годунов» М. Мусоргского, 2-я ред. — Хозяйка корчмы (впервые в Большом театре)
- 1890 — «Сон на Волге» А. С. Аренского — Недвига (первая исполнительница)
- 1890 — «Чародейка» П. Чайковского — Ненила (впервые в Большом театре)
- 1891 — «Пиковая дама» П. Чайковского — Полина (впервые в Большом театре)
- 1891 — «Бал-маскарад» Дж. Верди — Ульрика
- «Жизнь за царя» М.И Глинки — Ваня
- «Руслан и Людмила» М. И. Глинки — Ратмир
- «Евгений Онегин» П.И Чайковского — Ольга
- «Черевички» П. И. Чайковского — Солоха
- «Тарас Бульба» В. Н. Кашперова — Катерина
- «Уриэль Акоста» В. Серовой — Эсфирь
- «Демон» А. Г. Рубинштейна — Ангел
- «Маккавеи» А. Г. Рубинштейна — Лия
- «Юдифь» А. Н. Серова — Авра
- «Рогнеда» А. Н. Серова — Изяслав
- «Вражья сила» А. Серова — Спиридоновна
- «Нижегородцы» Э. Ф. Направника — Ксения
- «Фауст» Ш. Гуно — Зибель
- «Риголетто» Дж. Верди — Маддалена